# Phil Kessel
Philip Joseph Kessel, Jr., född 2 oktober 1987 är en amerikansk professionell ishockeyspelare som har spelat på NHL-nivå för Pittsburgh Penguins, Toronto Maple Leafs, Boston Bruins och Vegas Golden Knights och på lägre nivåer för Providence Bruins i AHL och Minnesota Golden Gophers i NCAA.
Kessel är dubbel Stanley Cup-mästare med Pittsburgh Penguins, då laget vann både 2016 och 2017.

## Klubblagskarriär

### NHL

#### Boston Bruins
Phil Kessel valdes som 5:e spelare totalt i NHL-draften 2006 av Boston Bruins och gjorde mycket bra ifrån sig redan under sin rookiesäsong 2006–07, så bra att han fick ta emot utmärkelsen Bill Masterton Memorial Trophy, efter att ha kommit tillbaka från sjukdom. 
Säsongen 2008–09 så gjorde Kessel sammanlagt 60 poäng på 70 spelade matcher för Boston, vilket var hans dittills bästa säsong rent poängmässigt. 

#### Toronto Maple Leafs
Den 19 september 2009 blev han tradad till Toronto Maple Leafs i utbyte mot ett val i första rundan (Tyler Seguin) och ett val i andra rundan (Jared Knight) i NHL-draften 2010, samt ett val i första rundan i NHL-draften 2011 (Dougie Hamilton).
2010-11 gjorde han 32 mål, 32 assist och totalt 64 poäng på 82 matcher för Toronto Maple Leafs.

#### Pittsburgh Penguins
Den 1 juli 2015 valde Toronto Maple Leafs att trejda Kessel, Tyler Biggs, Tim Erixon samt ett val i andra rundan i NHL-draften 2016 (Kasper Björkqvist) till Pittsburgh Penguins i utbyte mot Kasperi Kapanen, Scott Harrington, Nick Spaling samt ett val i första rundan (som Leafs senare tradade till Anaheim Ducks som valde Sam Steel) och ett val i tredje rundan (James Greenway) i NHL-draften 2016.
Han vann två Stanley Cup med Penguins, 2016 och 2017.

#### Arizona Coyotes
Den 29 juni 2019 tradades han, tillsammans med Dane Birks och ett val i fjärde rundan i NHL-draften 2021, till Arizona Coyotes i utbyte mot Alex Galchenyuk och Pierre-Olivier Joseph.

## Privatliv
Kessel är kusin med ishockeyspelaren David Moss och äldre bror till ishockeyspelarna Blake och Amanda Kessel.

## Statistik

### Klubbkarriär
| 2001–02    | Madison Capitols         |            | 86  | 176 | 110 | 286 | —   | —  | —  | —  | —  | —  |
| 2002–03    | Madison Capitols         |            | 71  | 113 | 45  | 158 | —   | —  | —  | —  | —  | —  |
| 2003–04    | Team USA                 | NAHL       | 62  | 52  | 30  | 82  | 26  | —  | —  | —  | —  | —  |
| 2004–05    | Team USA                 | NAHL       | 47  | 52  | 46  | 98  | 35  | —  | —  | —  | —  | —  |
| 2005–06    | Minnesota Golden Gophers | WCHA       | 39  | 18  | 33  | 51  | 28  | —  | —  | —  | —  | —  |
| 2006–07    | Providence Bruins        | AHL        | 2   | 1   | 0   | 1   | 2   | —  | —  | —  | —  | —  |
| 2006–07    | Boston Bruins            | NHL        | 70  | 11  | 18  | 29  | 12  | —  | —  | —  | —  | —  |
| 2007–08    | Boston Bruins            | NHL        | 82  | 19  | 18  | 37  | 28  | 4  | 3  | 1  | 4  | 2  |
| 2008–09    | Boston Bruins            | NHL        | 70  | 36  | 24  | 60  | 16  | 11 | 6  | 5  | 11 | 4  |
| 2009–10    | Toronto Maple Leafs      | NHL        | 70  | 30  | 25  | 55  | 21  | —  | —  | —  | —  | —  |
| 2010–11    | Toronto Maple Leafs      | NHL        | 82  | 32  | 32  | 64  | 24  | —  | —  | —  | —  | —  |
| 2011–12    | Toronto Maple Leafs      | NHL        | 82  | 37  | 45  | 82  | 20  | —  | —  | —  | —  | —  |
| 2012–13    | Toronto Maple Leafs      | NHL        | 48  | 20  | 32  | 52  | 18  | 7  | 4  | 2  | 6  | 2  |
| 2013–14    | Toronto Maple Leafs      | NHL        | 82  | 37  | 43  | 80  | 27  | —  | —  | —  | —  | —  |
| 2014–15    | Toronto Maple Leafs      | NHL        | 82  | 25  | 36  | 61  | 30  | —  | —  | —  | —  | —  |
| 2015–16    | Pittsburgh Penguins      | NHL        | 82  | 26  | 33  | 59  | 18  | 24 | 10 | 12 | 22 | 4  |
| 2016–17    | Pittsburgh Penguins      | NHL        | 82  | 23  | 47  | 70  | 20  | 25 | 8  | 15 | 23 | 2  |
| 2017–18    | Pittsburgh Penguins      | NHL        | 82  | 34  | 58  | 92  | 36  | 12 | 1  | 8  | 9  | 2  |
| 2018–19    | Pittsburgh Penguins      | NHL        | 82  | 27  | 55  | 82  | 28  | 4  | 1  | 1  | 2  | 2  |
| 2019–20    | Arizona Coyotes          | NHL        | -   | -   | -   | -   | -   | -  | -  | -  | -  | -  |
| NHL totalt | NHL totalt               | NHL totalt | 750 | 273 | 306 | 579 | 214 | 46 | 23 | 20 | 43 | 12 |

### Internationellt
| År            | Lag           | Turnering     | Resultat      |    | Matcher | Mål | Assist | Poäng | Utv |
| ------------- | ------------- | ------------- | ------------- | -- | ------- | --- | ------ | ----- | --- |
| 2004          | USA           | U18-VM        | 2             | 6  | 7       | 3   | 10     | 6     |     |
| 2005          | USA           | JVM           | 4:a           | 7  | 4       | 2   | 6      | 2     |     |
| 2005          | USA           | U18-VM        | 1             | 6  | 9       | 7   | 16     | 2     |     |
| 2006          | USA           | JVM           | 4:a           | 7  | 1       | 10  | 11     | 2     |     |
| 2006          | USA           | VM            | 7:a           | 7  | 1       | 1   | 2      | 2     |     |
| 2007          | USA           | VM            | 5:a           | 7  | 2       | 5   | 7      | 6     |     |
| 2008          | USA           | VM            | 6:a           | 7  | 6       | 4   | 10     | 6     |     |
| 2010          | USA           | OS            | 2             | 6  | 1       | 1   | 2      | 0     |     |
| 2014          | USA           | OS            | 4:a           | 6  | 5       | 3   | 8      | 2     |     |
| Junior totalt | Junior totalt | Junior totalt | Junior totalt | 26 | 21      | 22  | 43     | 12    |     |
| Senior totalt | Senior totalt | Senior totalt | Senior totalt | 33 | 15      | 14  | 29     | 16    |     |

### NHL All-Star Matcher
| År              | Plats           | M | A | P |
| --------------- | --------------- | - | - | - |
| 2011            | Raleigh         | 0 | 0 | 0 |
| 2012            | Ottawa          | 1 | 2 | 3 |
| 2015            | Columbus        | 0 | 0 | 0 |
| All-Star totalt | All-Star totalt | 1 | 2 | 3 |